# رماح
رماح، مدينة سعودية والمركز الإداري لمحافظة رماح التابعة لمنطقة الرياض، تبعد عن الرياض 125 كيلومتراً.

## الموقع
تقع المدينة ناحية الشمال الشرقي من العاصمة الرياض، وعلى بعد حوالي 120 كيلو متراً.

## الدوائر الحكومية
- مركز شرطة.
- بلدية.
- محكمة.
- كتابة عدل.
- مكتب التعليم.
- البريد السعودي.
- الأحوال المدنية.
- هيئة الأمر بالمعروف والنهي عن المنكر.
- شعبة جوازات ومتابعة وافدين.
- شركة الكهرباء.
- وحدة بيطرية.
- مستشفى عام.
- مركز الرعاية الصحيه.
- مركز الدفاع المدني.
- الاتصالات السعودية.
- جمعية البر الخيرية.
- جمعية تحفيظ القرآن.
- سوق عام.
- كلية العلوم والدراسات الإنسانية بقسميها طلاب وطالبات.
- مركز مرور.
- مكتب وزارة التجارة والصناعة.

## وصلات خارجية
- الموقع الرسمي لمحافظة رماح